# Péter Farkas (Schriftsteller)

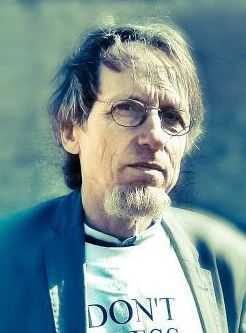
Farkas Péter

Péter Farkas (* 15. November 1955 in Budapest) ist ein ungarischer Schriftsteller und Journalist, der seit 1982 als Emigrant in Deutschland lebt. Bekannt wurde er besonders durch seinen Roman Acht Minuten, der international in vielen Übersetzungen erschien.

## Leben
Väterlicherseits stammt er nach eigener Aussage aus einer ungarischen ehemaligen Bauernfamilie und mütterlicherseits aus dem jüdischen Großbürgertum. Nach dem Erwerb der Hochschulreife studierte er an der Pädagogischen Hochschule in Budapest Geschichtswissenschaft, Literaturwissenschaft und Pädagogik. Nach fünf Semestern wurde er 1978 zum Studienabbrecher, weil er sich stark für Aktionen der demokratischen Oppositionsbewegung engagierte. 1979 gab er den Samisdat-Band Túlpartrol (Vom anderen Ufer) heraus.
Seine Emigration folgte 1982; er ging zunächst nach Aachen, dann mitsamt seiner Familie nach Köln. Er gründete dort die Humane Gesellschaft für geistige Nekrophilie sowie den Verlag IL. Die Gesellschaft organisierte ab Ende der 1980er Jahre zahlreiche Bildende-Kunst-Veranstaltungen. Der Verlag IL (Irodalmi Levelek) gab eine ungarischsprachige, literarische Schriftreihe("Irodalmi Levelek" = "Literarische Briefe") und in der Folge die Kunst-Edition Edition Nekrophil (Hermann Nitsch, Jürgen Klauke, Endre Tót, Curtis Anderson etc.) heraus. Die Redaktion für die ungarischsprachige Reihe machte er zusammen mit György Petri und Gábor Ákos Tóth. Béla Szász, György Konrád und Géza Szöcs gehörten zeitweise zu den dort gedruckten Autoren.
Gemeinsam mit Boris Nieslony betrieb Farkas ab 1990 den privaten Kunstverein ASA-European. Seinen Lebensunterhalt verdiente er mit journalistischen Arbeiten, vor allem als freier Mitarbeiter der Ungarn-Redaktionen von Deutschlandfunk und Deutscher Welle. Gelegentlich veröffentlichte er Beiträge in im Westen erscheinenden ungarischsprachigen Literaturzeitschriften.
In seinem Roman Acht Minuten schildert er das Leben und Erleben demenzkranker Menschen aus der Innenperspektive. Obschon es zahlreiche Bücher gibt, die das Thema mit dem Blick der Angehörigen von außen behandeln, gab es das als einfühlsame fiktive Ich-Erzählung aus der Sicht eines Betroffenen bislang nicht. Farkas erhielt 2011 den renommierten ungarischen Sandor-Marai-Preis für sein literarisches Werk. Farkas ist mit einer professionellen bildenden Künstlerin verheiratet. Gemeinsam haben sie zwei Söhne. Er betreibt neben der schriftstellerischen Tätigkeit ein Antiquariat.

## Werke
- Századvégem, Novelle, Köln ; Budapest : Irodalmi Levelek 1988 ISBN 3-927158-01-1
- Háló (Netz), Jelenkor, 1997
- Gólem, Hypertext 1996–2005
- Törlesztés (Tilgung),  Prosa,  Magvetö, Budapest 2004
- Nyolc Perc, Roman, Magvetö, Budapest 2007
  - Acht Minuten, Roman, Luchterhand, München 2011 ISBN 978-3-630-87304-6
- Kreatúra, Magvetö, Budapest 2009
- Johanna,  Magvetö, Budapest 2011
- Nehéz esök (Hard Rain), Magvetö, Budapest 2013

## Auszeichnungen
- 2011 – Sándor-Márai-Preis  für das Lebenswerk
- 1997 – Bródy-Preis für das beste literarische Debüt für seine Erzählung Háló (= Netz)